# إتينيير
إتينيير هي بلدية فرنسية تقع في إقليم الأردين في منطقة غراند إيست. 

## جغرافيا

### الأماكن والمعالم الأثرية

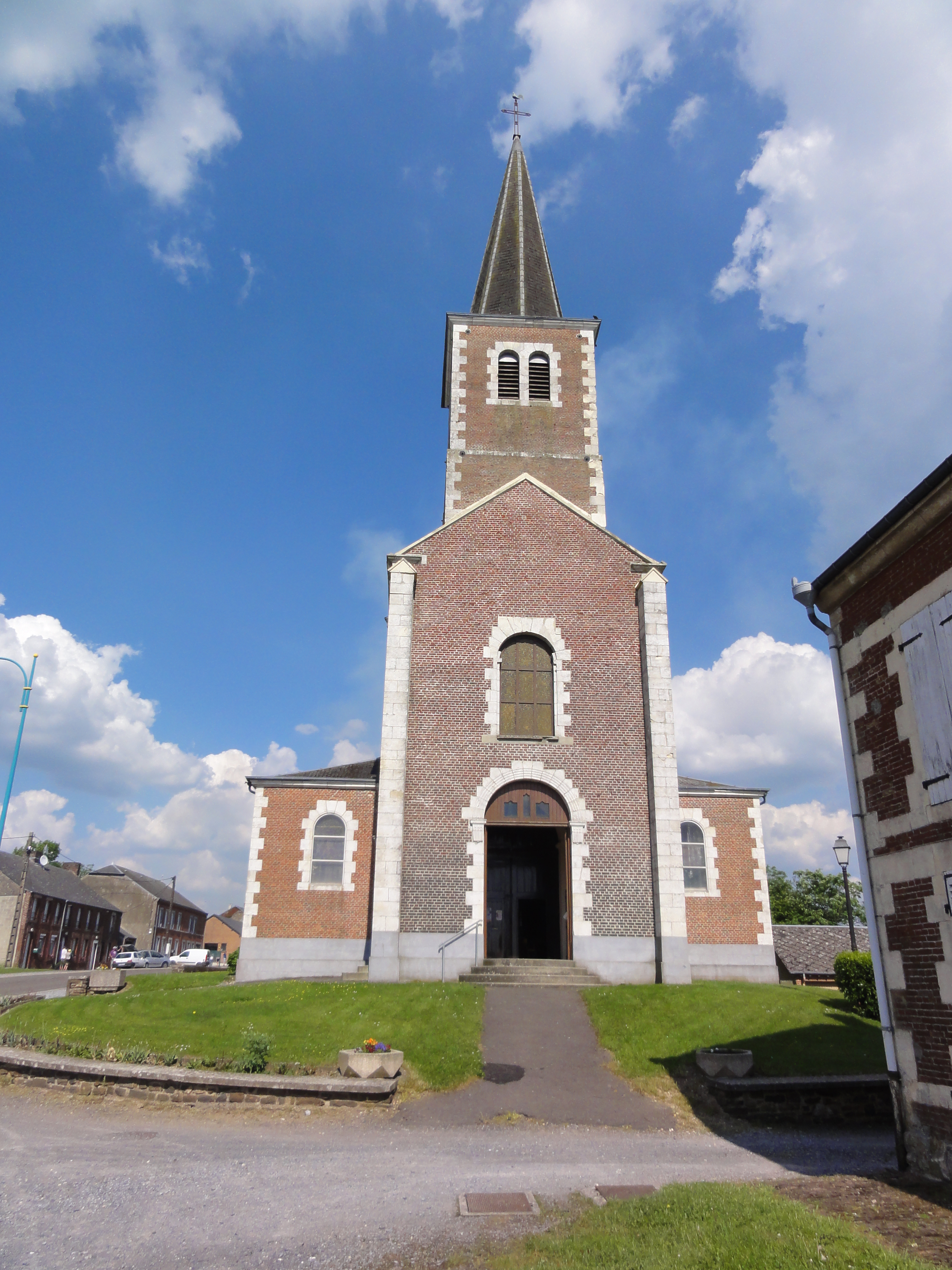
كنيسة.
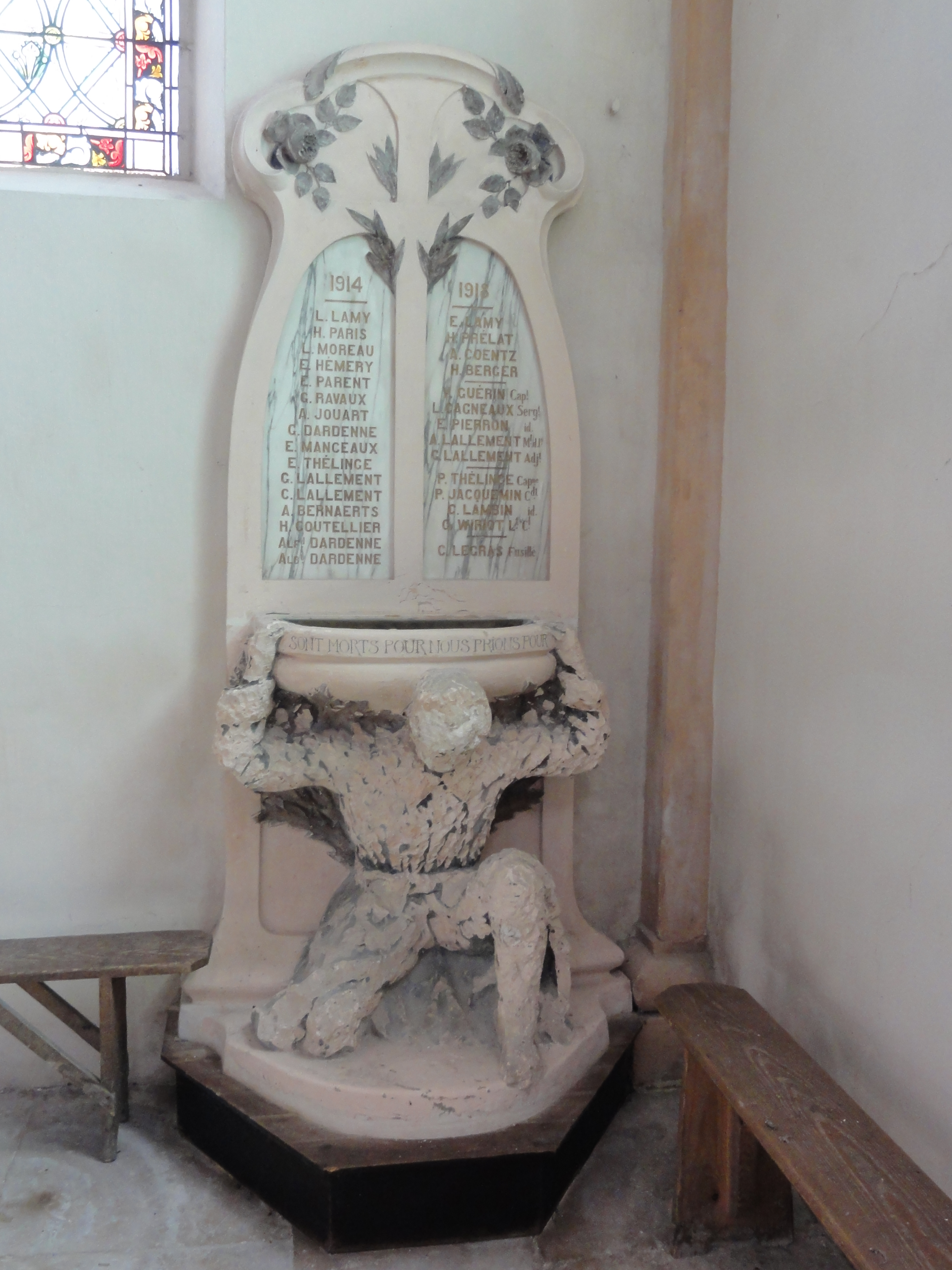
نصب تذكاري لموتى الرعية.
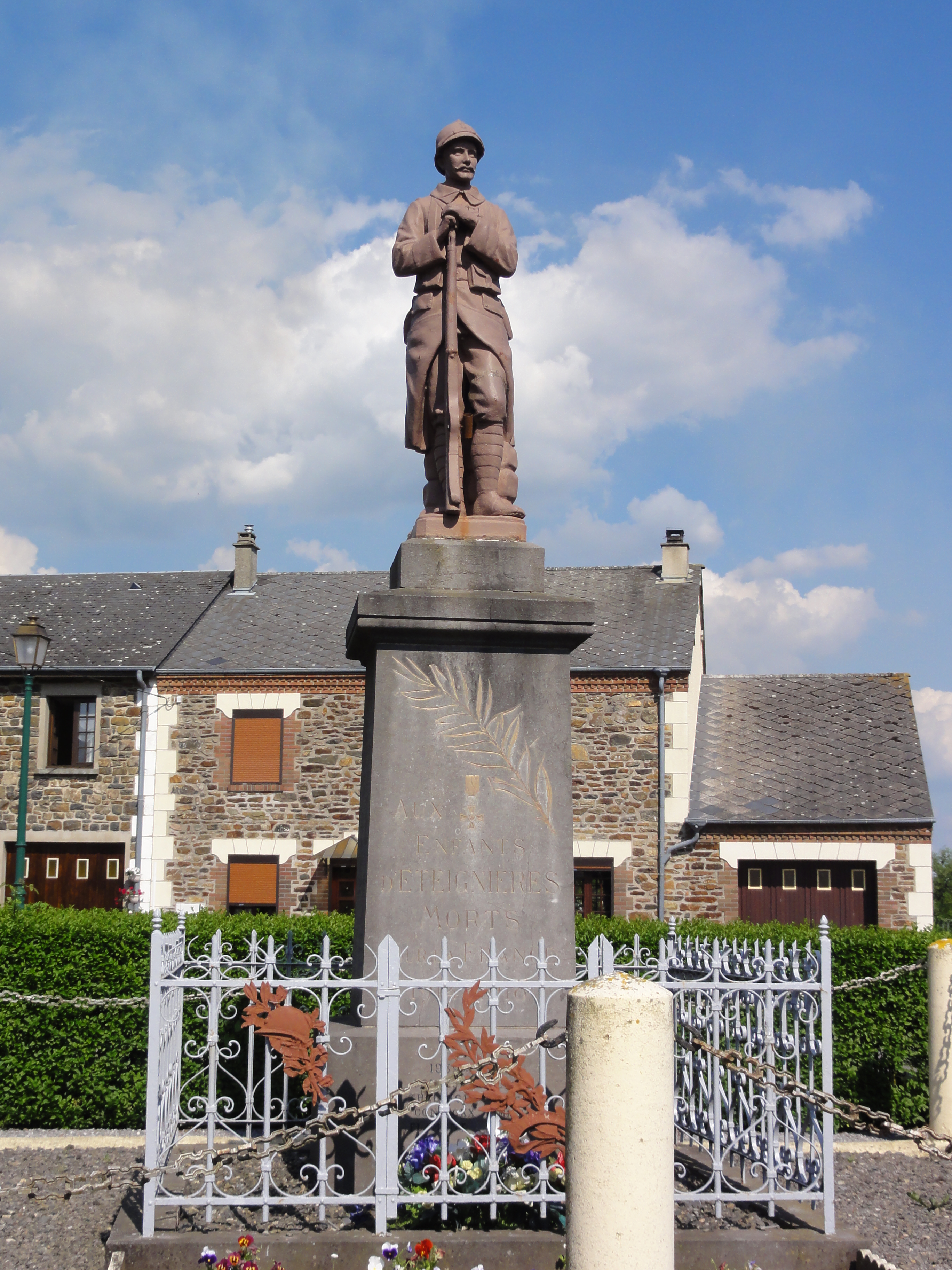
نصب تذكاري لموتى المدينة.
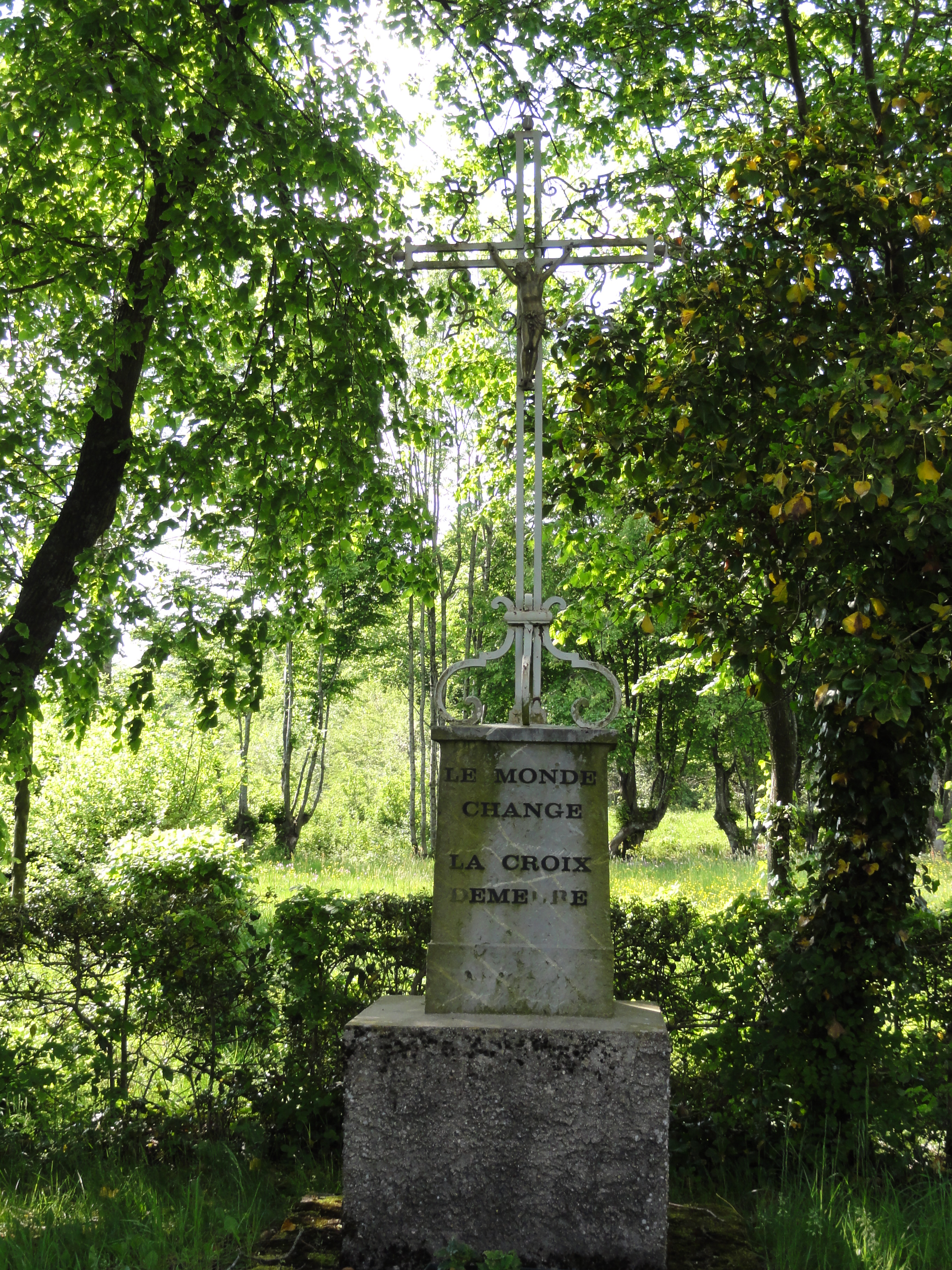
صليب الدرب